# Amalia Flemingová
Amalia, lady Flemingová, (rozená Koutsouri-Vourekas, 28. června 1912 – 26. února 1986) byla řecká lékařka, bakterioložka, bojovnice za lidská práva a politička.

## Raný život a vzdělání
Amalia se narodila v Konstantinopoli (Istanbul, Turecko), v roce 1912. Její otec Harikios Koutsouris byl lékař. V roce 1914, počátkem první světové války byla rodina donucena uprchnout z „rasově netolerantního pantureckého státu“ do Atén. Amalia vystudovala lékařství se specializací na bakteriologii na univerzitě v Aténách. V letech 1938 až 1944 pracovala jako bakterioložka v aténské městské nemocnici. Provdala se za architekta Manoliho Vourekase. 

## Druhá světová válka
V dubnu 1941 bylo Řecko obsazeno německými a italskými silami Osy. Amalia s manželem se připojili k řeckému hnutí odporu. Pomáhali britským, novozélandským a řeckým vojákům uprchnout z okupovaného Řecka. Amalia také přepisovala vysílání rozhlasové společnosti BBC nebo vyráběla falešné průkazy totožnosti pro řecké Židy a zahraniční důstojníky.
Za své aktivity byla zatčena a uvězněna Italy. Předstírala zánět slepého střeva, aby byla převezena do vězeňské nemocnice, odkud plánovala uniknout. Po operaci slepého střeva byla ale předána gestapu a odsouzena k trestu smrti. Strávila šest měsíců ve vězení, než byla v roce 1944 zachráněna postupujícími britskými jednotkami.

## Londýn
V roce 1945, po válce, bylo Řecko v troskách s mnoha tisíci mrtvými. Ale utrpení ještě pokračovalo. Během občanské války (1946 – 1949) byl zničen dům i laboratoř manželů. Jejich vztah se rozpadl a v roce 1947 se rozvedli. Amalia v té době získala stipendium British Council , které jí umožnilo postgraduální studium bakteriologie v nemocnici St. Mary's Hospital v Londýně. Se svojí nejistou angličtinou nebyla zařazena do týmu, jak bylo původně plánováno, ale začala pracovat v laboratoři Alexandra Fleminga. Záhy byla zařazena do několika výzkumných studií, které byly publikovány ve vědeckých časopisech jako British Medical Journal  nebo The Lancet. Mezi květnem 1947 a srpnem 1952 napsala devět výzkumných publikací a na několika projektech spolupracovala s Alexanderem Flemingem. Alexander a Amalia si během několika let vytvořili blízký profesionální i osobní vztah. Po smrti jeho první manželky v roce 1953 se Amalia provdala za Alexandra Fleminga. Ale již v březnu v roce 1955 ovdověla.

## Režim plukovníků
Po smrti manžela podnikala Amalia Flemingová do Řecka jen krátké výlety. Většinu času věnovala vědecké práci v Londýně. Od roku 1962 však začala trávit  v Řecku více času a v roce 1967 přesídlila do Atén natrvalo. Vracela se v době, kdy v Řecku proběhl vojenský převrat, který na sedm let změnil Řecké království na krajně pravicovou vojenskou diktaturu. Mučení a zastrašování se staly standardními metodami kontroly policie a byrokracie. Amalia Flemingová opět neváhala a organizovala humanitární akce na podporu politických vězňů a jejich rodin. Její anglické občanství a zčásti i příjmení ji nějaký čas chránilo. Ale v roce 1971 byla zatčena za zapojení do příprav útěku Alexandrose Panagoulise z vězení. Byla odsouzena na šestnáct měsíců vězení. Vzhledem ke zdravotním potížím byla propuštěna z vězení během měsíce. Byla zbavena řeckého občanství a vyhoštěna do Anglie.
Během několika dalších let patřily společně s Melinou Mercouriovou a Helen Vlachosovou mezi významné obránkyně řecké demokracie v exilu. Vypovídala před Evropským soudem pro lidská práva. Pokračovala v pomoci rodinám uvězněných odpůrců režimu. Řadě odpůrců junty pomohla uprchnout z Řecka.

## Politické aktivity po roce 1974
Po návratu do Řecka v roce 1974 se stala aktivní v národní politice. Vstoupila do Panhelénského socialistického hnutí (PASOK). Byla zvolena do řeckého parlamentu v roce 1977, 1981 a 1985. Byla aktivní bojovnicí za lidská práva a byla členkou Evropské komise pro lidská práva a první předsedkyní řeckého výboru Amnesty International.

## Dědictví

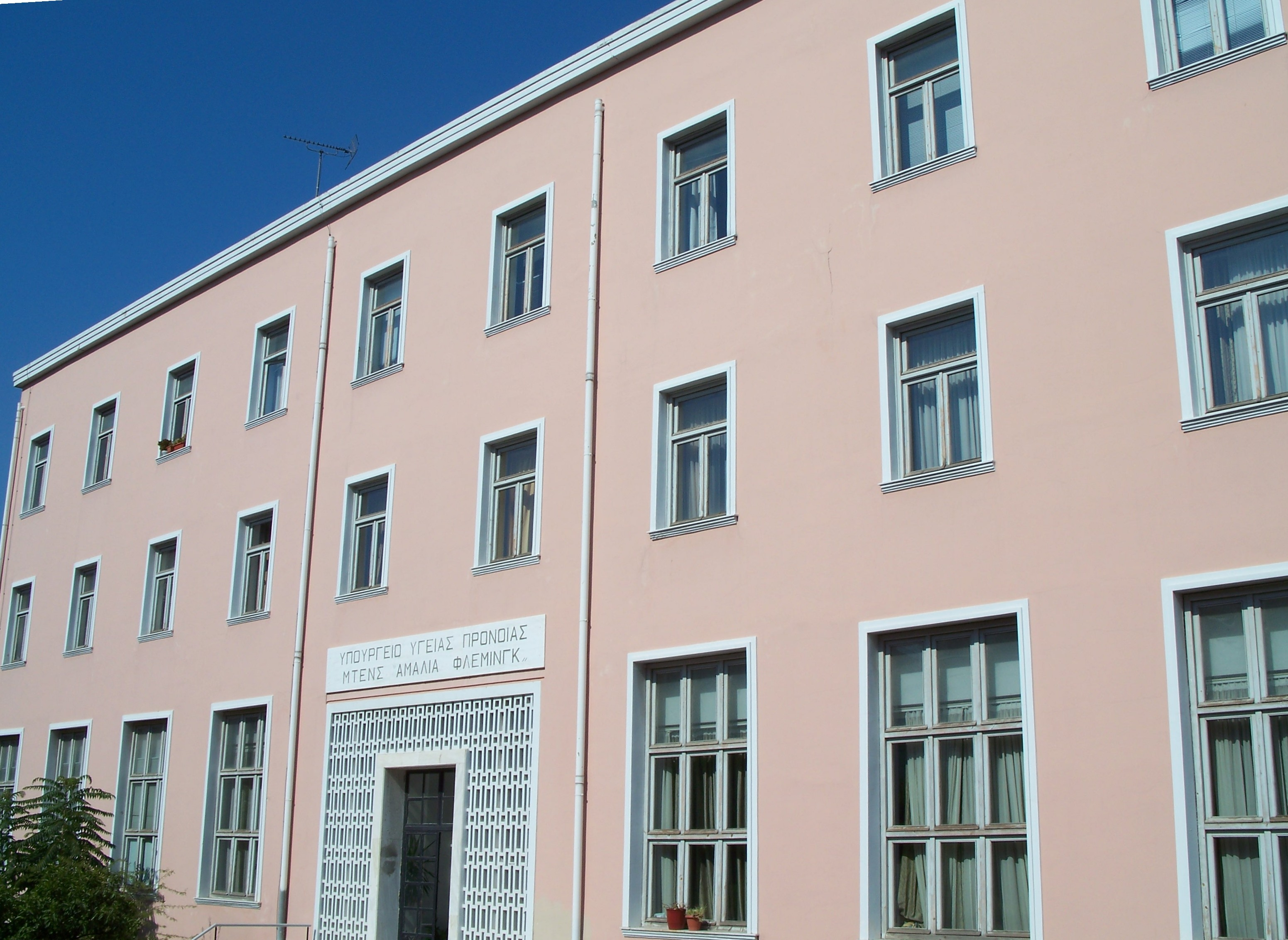
Nemocnice Amalie Flemingové (Νοσοκομείο Αμαλία Φλέμινγκ), Atény

Amalia Flemingová, řecká vlastenka, obránkyně demokracie a nezávislosti prohlásila: „Narodila jsem se jako Řekyně a to je nevyléčitelná nemoc, kterou nic a nikdo nemůže léčit ani změnit“. Po smrti byla řeckou vládou rehabilitována.
Založila jménem Alexandra Fleminga Řeckou nadaci pro základní biologický výzkum a vytvořila podmínky pro zřízení Výzkumného centra biomedicínských věd Alexandra Fleminga (BSRC „Alexander Fleming“) ve Vari (předměstí Athén). Sídlí zde také Fleingovo muzeum současné vědy. Archivní materiály, fotografie a osobní věci darovala Amalia Flemingová.
V roce 1986 byla založena nemocnice (Sismanogleio-Amalia Fleming General Hospital) v Melissii (předměstí Atén), která byla pojmenována po Amalii Flemingové.

## Ocenění
- Řecký královský řád blahobytu[4]